# Ли Сюэин
Ли Сюэи́н (кит. упр. 李雪英, пиньинь Lĭ Xǔeyīng, род. 15 мая 1990) — китайская тяжелоатлетка, олимпийская чемпионка.
Ли Сюэин родилась в 1990 году в Чжэнчжоу провинции Хэнань. В 2000 году поступила в Чжэнчжоускую спортшколу, в 2005 году вошла в состав национальной сборной.
В 2009 году Ли Сюэин завоевала золотую медаль 11-й Спартакиады народов КНР, а также выиграла чемпионат мира. В 2010 году она выиграла золотую медаль Азиатских игр. В 2011 году она получила серебряную медаль чемпионата мира, а в 2012 году Ли Сюэин стала олимпийской чемпионкой.